# Graça
Graça este un oraș în statul Ceará (CE) din Brazilia.